# Bunner Travers
Pour les articles homonymes, voir Travers.
Pas d'image ? Cliquez ici

a Compétitions nationales et continentales officielles uniquement.

b Matchs officiels uniquement.
William Travers dit Bill Travers, et encore plus simplement connu comme Bunner Travers, né le 2 décembre 1913 à Newport et mort le 4 juin 1998, est un joueur de rugby gallois évoluant au poste de talonneur pour le pays de Galles. C'est le fils de Twyber Travers. 

## Biographie
Bunner Travers dispute son premier test match le 6 février 1937 contre l'équipe d'Écosse, et son dernier test match a lieu contre l'équipe de France le 26 mars 1949. Il joue 12 matchs. C'est un des 4 joueurs gallois internationaux à connaître une sélection avant la Seconde Guerre mondiale puis après. Il joue 2 matchs avec les Lions en 1938 en tournée en Afrique du Sud. Il joue à 140 reprises pour Newport RFC et inscrit 9 essais  entre 1935 et 1949. 

## Statistiques en équipe nationale
- 12 sélections pour le pays de Galles
- 3 points (1 essai)
- Sélections par année : 2 en 1937, 3 en 1938, 3 en 1939, 4 en 1949
- Participation à trois Tournois britanniques en 1937, 1938, 1939
- Participation à un Tournoi des Cinq Nations en 1949